# 個人編號卡
個人編號卡（日语：／ Kojin Bangō Kādo */?），通称My Number Card（マイナンバーカード），是日本基于《为识别行政手续特定个人编号利用等相关法律》所发行的一种身份证，票面记载有姓名、住址、出生日期、性别、個人編號（My Number）和本人证件照等，卡片内部则搭载IC芯片。申请者可以向所在的市町村区申领。2016年（平成28年）元旦起开始发行，取代2003年啟用的住民基本台帳卡。

## 政府公务员的身份证

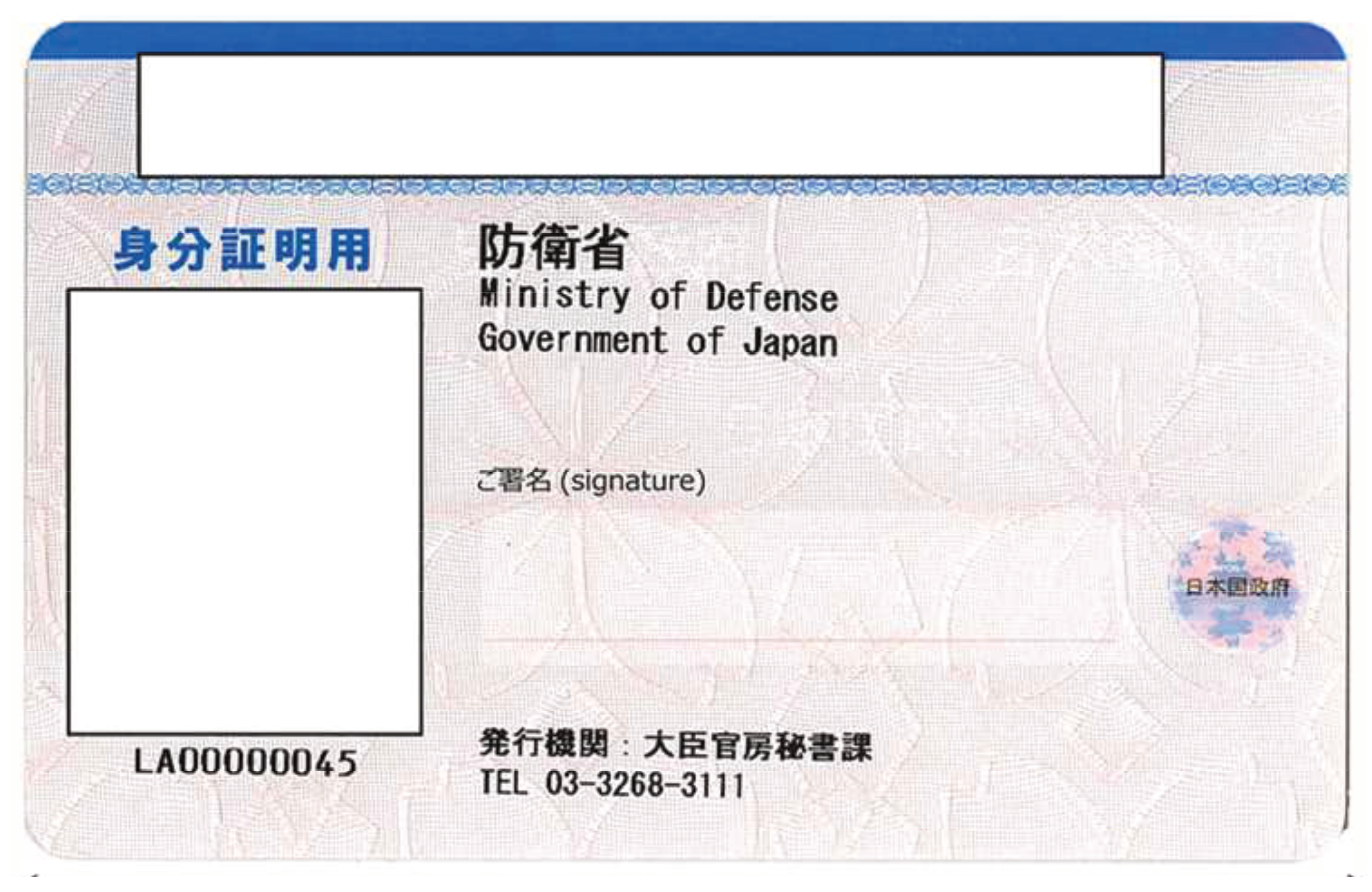
防衛省张遮蔽卡(设计在各政府部门中是统一的。)

個人編號卡用于日本政府公务员的身份证件。 一张遮蔽卡，其中我的号码卡上的照片和姓名栏被裁剪出来，以便从外部可见，该遮蔽卡被叠放在我的号码卡上方，并存放在富士胶片卡套中，作为自卫队国家公务员和文职人员的身份证明。除显示所属部局或机构的名称外，遮蔽卡还设有签名栏，以防止身份盗用。

## 外部連結
- . 地方公共团体情报系统机构（日语：地方公共団体情報システム機構）.   [2020-12-18]. （原始内容存档于2020-12-02）.
- . 總務省.   [2022-05-26]. （原始内容存档于2022-04-25）.